# Stilobezzia minuta
Stilobezzia minuta är en tvåvingeart som beskrevs av Gupta och Wirth 1968. Stilobezzia minuta ingår i släktet Stilobezzia och familjen svidknott. Inga underarter finns listade i Catalogue of Life.